# Daniel Ramírez Ramirez
Daniel Ramírez  (Villamaria, Colombia; 31 de octubre de 1995) es un futbolista colombiano. Se desempeña de lateral izquierdo o defensor central.

## Trayectoria

### Once Caldas
Debutó con el Once Caldas el 2015. Luego de disputar 11 partidos con el cuadro de Manizales se marcha a la Universidad César Vallejo para jugar la Segunda División Peruana, peleará el puesto con el argentino Leandro Fleitas y el peruano Walter Vílchez.

## Clubes
| Club                      | País     | Año         |
| ------------------------- | -------- | ----------- |
| Once Caldas               | Colombia | 2015 - 2016 |
| Universidad César Vallejo | Perú     | 2017        |

## Estadísticas
La siguiente tabla, detalla los encuentros disputados y los goles marcados por Daniel Ramírez en los clubes en los que ha militado.
| Club                   | Div   | Temporada | Liga  | Liga  | Copa Nacional * | Copa Nacional * | Copa Internacional ** | Copa Internacional ** | Total | Total | Prom. · |
| Club                   | Div   | Temporada | Part. | Goles | Part.           | Goles           | Part.                 | Goles                 | Part. | Goles | Prom. · |
| ---------------------- | ----- | --------- | ----- | ----- | --------------- | --------------- | --------------------- | --------------------- | ----- | ----- | ------- |
| Once Caldas · Colombia | 1.ª   | 2015      | 11    | 0     | 0               | 0               | 0                     | 0                     | 11    | 0     | 0,00    |
| Once Caldas · Colombia | 1.ª   | 2016      | 2     | 0     | 0               | 0               | 0                     | 0                     | 2     | 0     | 0,00    |
| Once Caldas · Colombia | Total | Total     | 13    | 0     | 0               | 0               | 0                     | 0                     | 13    | 0     | 0,00    |
| Total                  | Total | Total     | 13    | 0     | 0               | 0               | 0                     | 0                     | 13    | 0     | 0,00    |